# Vltavská (métro de Prague)
Vltavská est une station de métro à Prague, en Tchéquie. Située sur la ligne C du métro de Prague entre Nádraží Holešovice et Florenc, elle est ouverte depuis le 3 novembre 1984.